# カメニ＝ルイボロフ
カメニ＝ルイボロフ（ロシア語: Камень-Рыболов）は、ロシア連邦東部の沿海地方にあり、ハンカ地区の中心に位置する村。人口は10,909人（2010年全ロシア国勢調査）。清朝時代の名称は紅土岩であった。